# Some Girls
Some Girls је шестнаести студијски албум енглеског рокенрол састава Ролингстонс, издат у јуну 1978. године и представља најпродаванији албум Стонса у САД-у са преко 6 милиона продатих примерака. Најпознатије песме са овог албума су "Miss You", "Beast of Burden", "Far Away Eyes" i "Shattered". Магазин Ролинг стоун је уврстио албум на 269. место 500 највећих албума свих времена.

## Списак песама
1. "Miss You" – 4:48
2. "When the Whip Comes Down" – 4:20
3. "Just My Imagination (Running Away with Me)" – 4:38
4. "Some Girls" – 4:36
5. "Lies" – 3:11
6. "Far Away Eyes" – 4:24
7. "Respectable" – 3:06
8. "Before They Make Me Run" – 3:25
9. "Beast of Burden" – 4:25
10. "Shattered" – 3:48

## Извођачи
- Мик Џегер - главни вокал, гитара
- Кит Ричардс - гитара, вокал
- Рони Вуд - гитара
- Чарли Вотс - бубњеви
- Бил Вајман - бас-гитара

## Гости на албуму
- Ијан Стјуарт – клавијатуре